# Etapa eopaleozoică
Etapa eopaleozoică este o subdiviziune a erei paleozoicului care cuprinde perioada cambriană, ordoviciană, siluriană și are o durată de 160-165 milioane de ani. Pe parcursul acestui interval de timp sau produs mari schimbări în structura scoarței terestre. În urma orogenezei caledonice, au suferit schimbări regiunile de geosinclinal Groenlandeză, Appalachi si Grampiana din Atlanticul de Nord.